# Ле-Пен (Шаранта)
Ле-Пен (фр. Les Pins) — коммуна во Франции, находится в регионе Пуату — Шаранта. Департамент — Шаранта. Входит в состав кантона Сен-Кло. Округ коммуны — Конфолан.
Код INSEE коммуны — 16261.
Коммуна расположена приблизительно в 370 км к юго-западу от Парижа, в 85 км южнее Пуатье, в 27 км к северо-востоку от Ангулема.

## Население
Население коммуны на 2008 год составляло 447 человек.
| 1962 | 1968 | 1975 | 1982 | 1990 | 1999 | 2008 |
| ---- | ---- | ---- | ---- | ---- | ---- | ---- |
| 464  | 403  | 413  | 411  | 359  | 400  | 447  |

## Экономика
В 2007 году среди 257 человек в трудоспособном возрасте (15—64 лет) 186 были экономически активными, 71 — неактивными (показатель активности — 72,4 %, в 1999 году было 67,5 %). Из 186 активных работали 173 человека (108 мужчин и 65 женщин), безработных было 13 (5 мужчин и 8 женщин). Среди 71 неактивных 11 человек были учениками или студентами, 36 — пенсионерами, 24 были неактивными по другим причинам.

## Достопримечательности
- Замок Пен[фр.] (XV—XVI века). Представляет собой трёхэтажную квадратную башню, увенчанную оборонительной галереей. Исторический памятник с 1958 года[3]
- Приходская церковь Сен-Пьер (XII век)
- Пещера Ренардьер[фр.]

## Фотогалерея

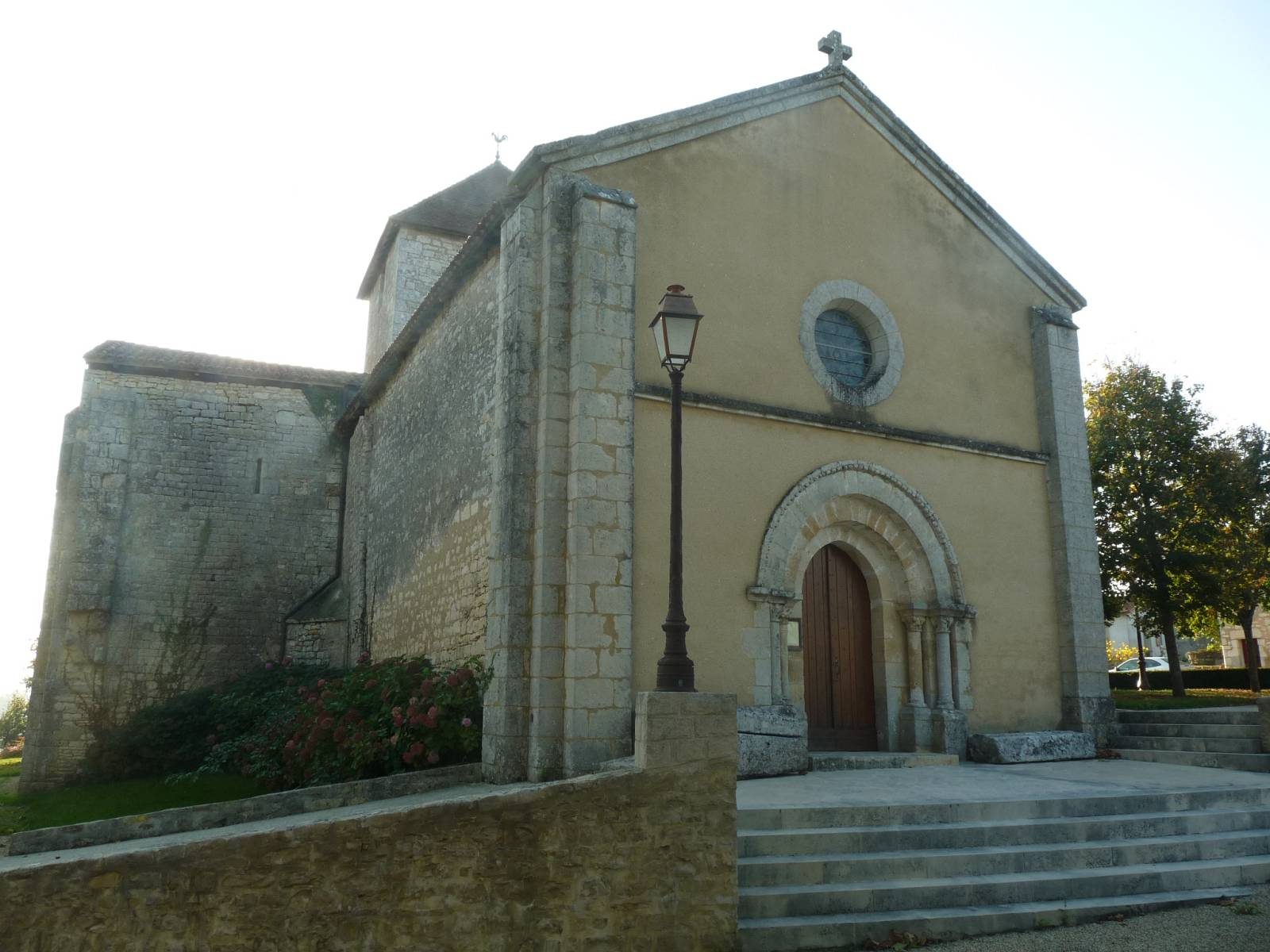
Церковь Сен-Пьер
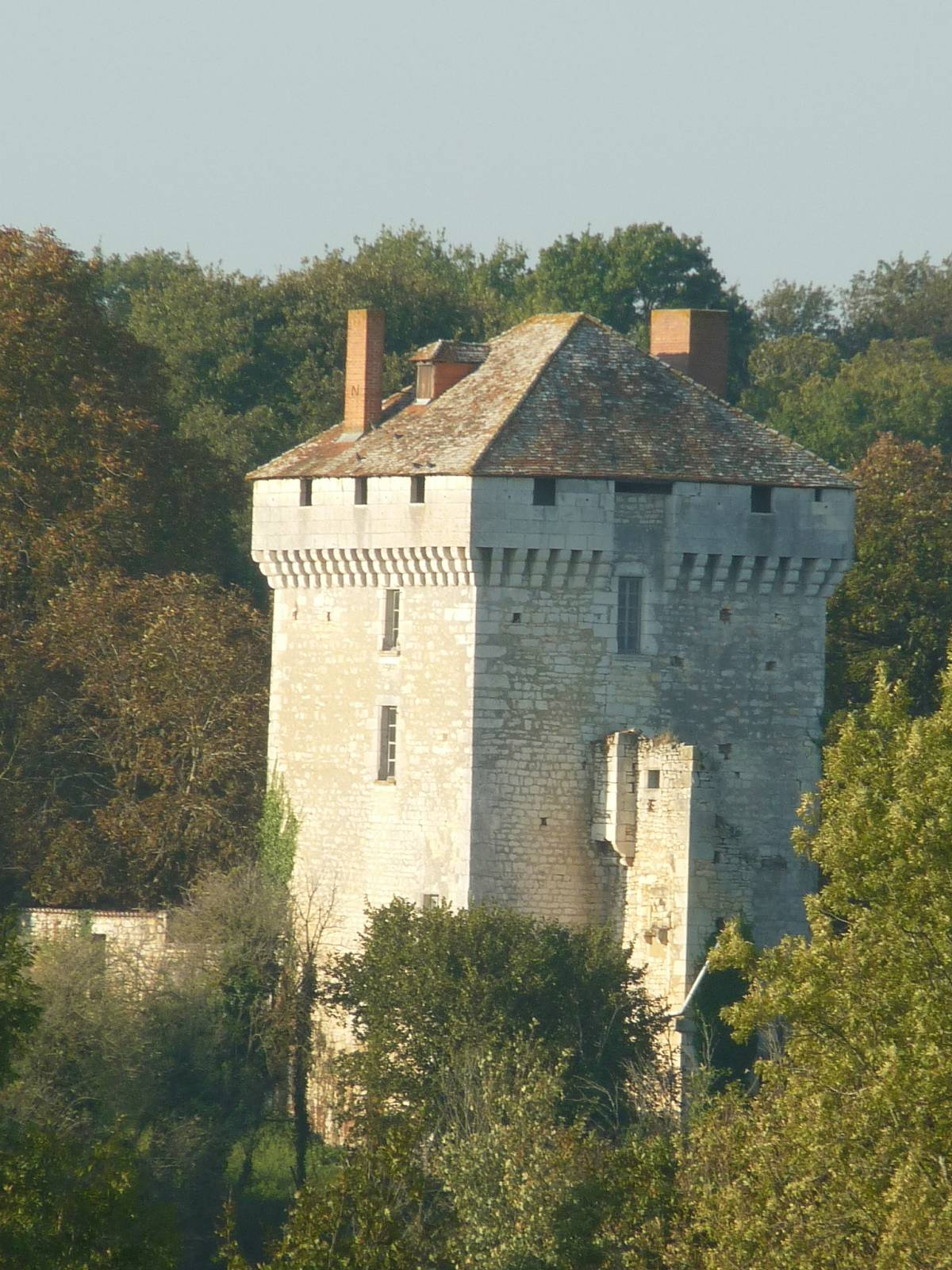
Замок Пен
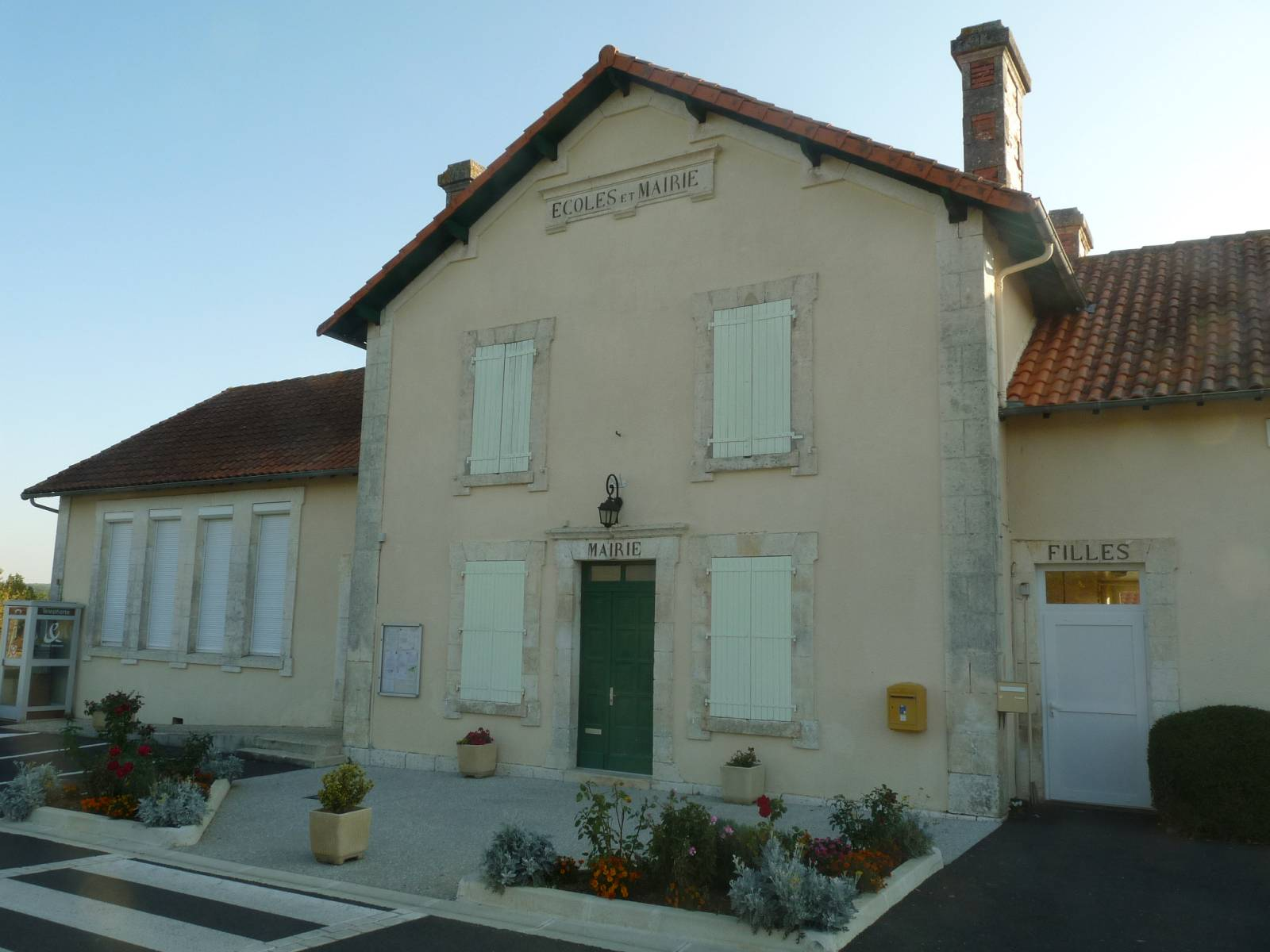
Мэрия
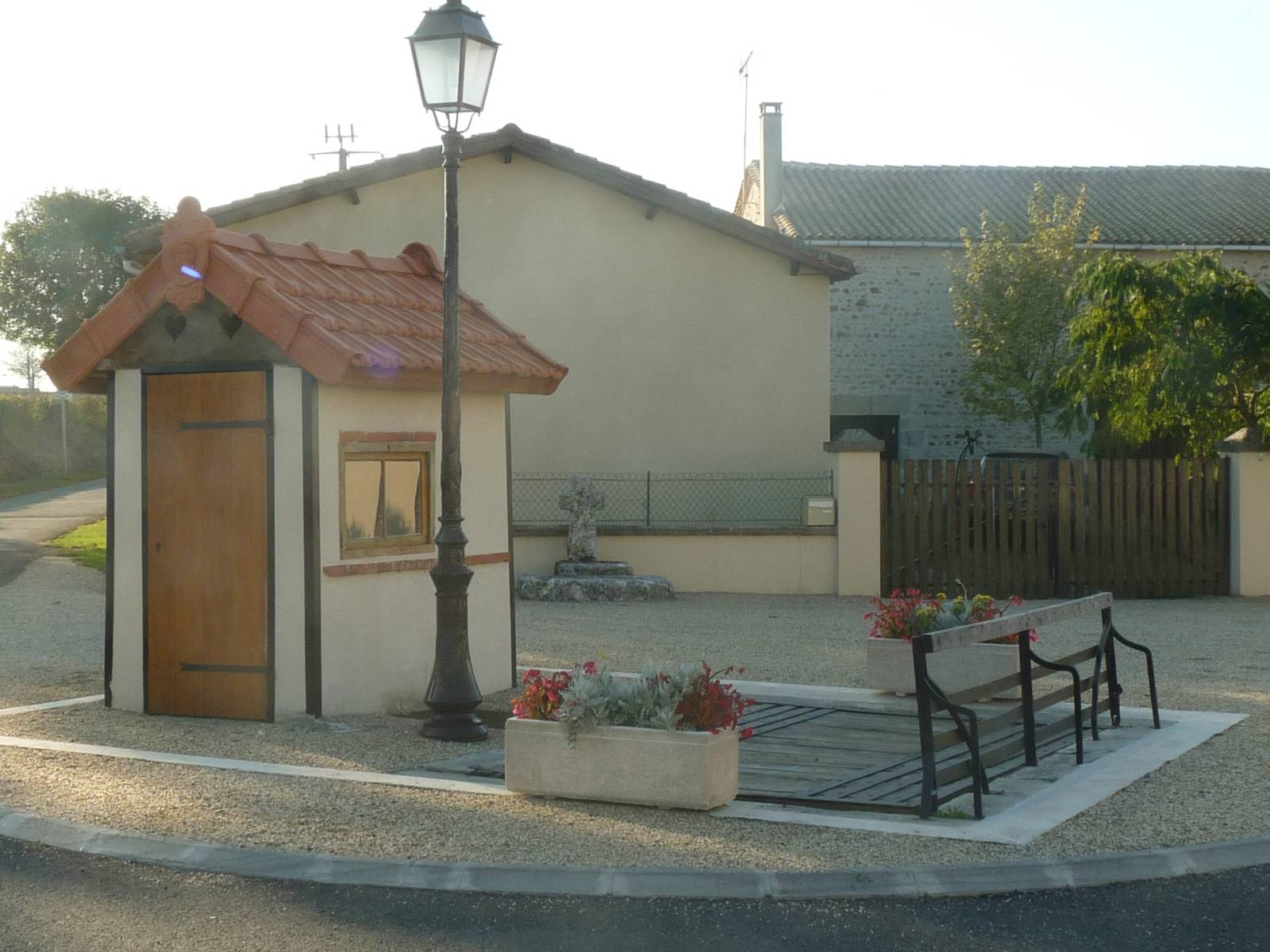
Весы